# Helikon Rádió
A Helikon Rádió egy Zala megyei regionális kereskedelmi rádió volt, amely 2001-ben kezdte meg sugárzását Keszthelyen és környékén. 2011-ben indult a nagykanizsai, 2012-ben indult az önálló 24 órás zalaegerszegi adás. A rádió 2019 januárjában szűnt meg.

## Története
A Helikon Rádió Műsorszolgáltató Kft. 2001. március 6-án nyerte el a keszthelyi 99,4 MHz-es helyi kereskedelmi rádiós frekvencia műsorszolgáltatási jogát. Három hónapnyi előkészület után június elsején 10 órakor kezdte meg a műsorszórást a Balaton nyugati medencéjének első helyi rádiója, a Helikon Rádió. Az ünnepélyes megnyitón, amelyen a város vezetése is jelen volt, Szalai Annamária országgyűlési képviselő mondott beszédet.
A műsor eleinte Keszthelyen és annak 30 kilométeres körzetében volt fogható 24 órában. A kft. 27 helyi vállalkozó tulajdonában volt, akik konkurencia hiányában reménykedtek a sikerben, hiszen húsz kilométeres körzetben nem volt másik helyi kereskedelmi rádió. A zenei kínálatba a 60-as évektől az aktuális slágerekig egyaránt kerültek zenék. A rádió szlogenje az induláskor a következő volt: „Minden idők legnagyobb zenéi. Mi nem csak mondjuk, hanem tesszük is!” 
A rádió indulásakor a stúdió még a Liszt Ferenc utca 1. szám alatti családi házban volt, de 2009-ben a Keszthely Plázában helyet kapó új látványstúdióba költözött a rádió.
2011. július 1-jétől vételkörzetet bővített a Helikon Rádió, ami annyit jelent, hogy az egykori Kanizsa Rádió frekvencián (95,6 MHz) is a Helikon Rádió szólt, a kanizsai szerkesztőség közreműködésével. A két rádió addig is egy igazgatás alatt működött, július 1-jétől pedig véglegesen, a Nemzeti Média és Hírközlési Hatóság jóváhagyásával, műsorait is tekintve, összekapcsolódott.
2012. március 1-jén elindult a rádió Zalaegerszegen az FM 95,8 MHz-es frekvencián, önálló 24 órás adással.
2018. november 16-án megszűnt a nagykanizsai adás, 2019. január 10-én 23:59-kor a keszthelyi és a zalaegerszegi adás is elhallgatott, műsorát a Rádió 1 helyi adása váltotta. Február 24-től az egykori nagykanizsai frekvencián is a Rádió 1 fogható. A Zala megyei rádió megszűnése után Bőszén András és Villányi Eszter a Rádió 1 keszthelyi és a zalaegerszegi adásán folytatják a műsorvezetést.

## Korábbi frekvenciái
- Keszthely – 99,4 MHz (2001–2019)
- Nagykanizsa – 95,6 MHz (2011–2018)
- Zalaegerszeg – 95,8 MHz (2012–2019)

## Munkatársak

### Műsorvezetők
- Bőszén András
- Lendvai Bia
- Kalapos István
- Veres Liza
- Hegedüs Kornél
- Villányi Eszter
- Dominik Zsolt
- B. Tóth László
- Joó Csaba

- Dr. Hertelendy László (Egészséges Rendelés)
- Székely Áron (Egerszeg Premier, Helikon TOP HOT)
- Péter Árpád (Kerekasztal)
- Varga Ferenc
- Fegyverneky Levente (Zalaegerszeg)
- Salamon-Donát Bernadett (Nagykanizsa)
- Tüskés Balázs
- Hegyi Roland (Szájhős)

### Hírszerkesztők
- Szendi Hajnalka
- Villányi Eszter
- Vörös Domonkos
- Szendőfi Borbála

## Külső hivatkozások
- A rádió logója